# Curarrehue
Curarrehue (in Mapudungun: kura rewe, 'Altar des Steines') ist eine Gemeinde in Chile. Sie befindet sich in der Provinz Cautín in der Región de la Araucanía. Westlich grenzen die Gemeinden Pucón und Cunco an, östlich der Gemeinde befindet sich Argentinien. Südlich teilt sie sich eine Grenze mit der Gemeinde Panguipulli. Die Gemeinde wurde am 8. Januar 1981 gegründet, nachdem sie nach einer Gebietsreform 1980 von Pucón unabhängig wurde.

## Geographie
Currarehue ist 152 km von der Regionalhauptstadt Temuco entfernt. Entlang der Straße zum Pass Mamuil Malal können native Wälder mit Pellin-Scheinbuchen, Raulis und riesigen chilenischen Araukarien gesehen werden. Ein Zustieg zum Grenzvulkan Lanín beginnt bei der Passstraße.

## Geschichte
Erste europäische Erkundungen in die Region erfolgten nach der Gründung des in der Nähe befindlichen Ortes Villarrica im Jahre 1551. Ende des 19. Jahrhunderts und Anfang des 20. Jahrhunderts kamen zahlreiche Mapuche-Familien in den Ort, nachdem das chilenische Militär den vorandinen Teil der Region besetzt hatte und die europäische Besiedlung in dieser Zone forciert wurde.
Ein weiterer Migrationsstrom fand zwischen den 1920er und 1930er Jahren statt, nachdem chilenische Familien sich während der Wirtschaftskrise neue Horizonte suchten und sich in Currarehue niederließen. Viele von ihnen fanden in der Landwirtschaft und dem Viehhandel Arbeit. In diese Epoche fiel auch der Bau der Straße von Villarica bis zum Pass Mamuil Malal, der als internationale Passstraße nach Argentinien genutzt wird. Der Bau und die Instandhaltung beschäftigen viele Bewohner von Currarehue.
Mit diesem Einwanderungsprozess entstanden Currarehue und die Orte Puesco, Carén, Trancura, Reigolil, Quiñenahuín, Maite, Puala, Huincapalihue, Rukako, Panqui, Loncofilo, Huampoe und Palguín, die sich innerhalb der Gemeindegrenze befinden.

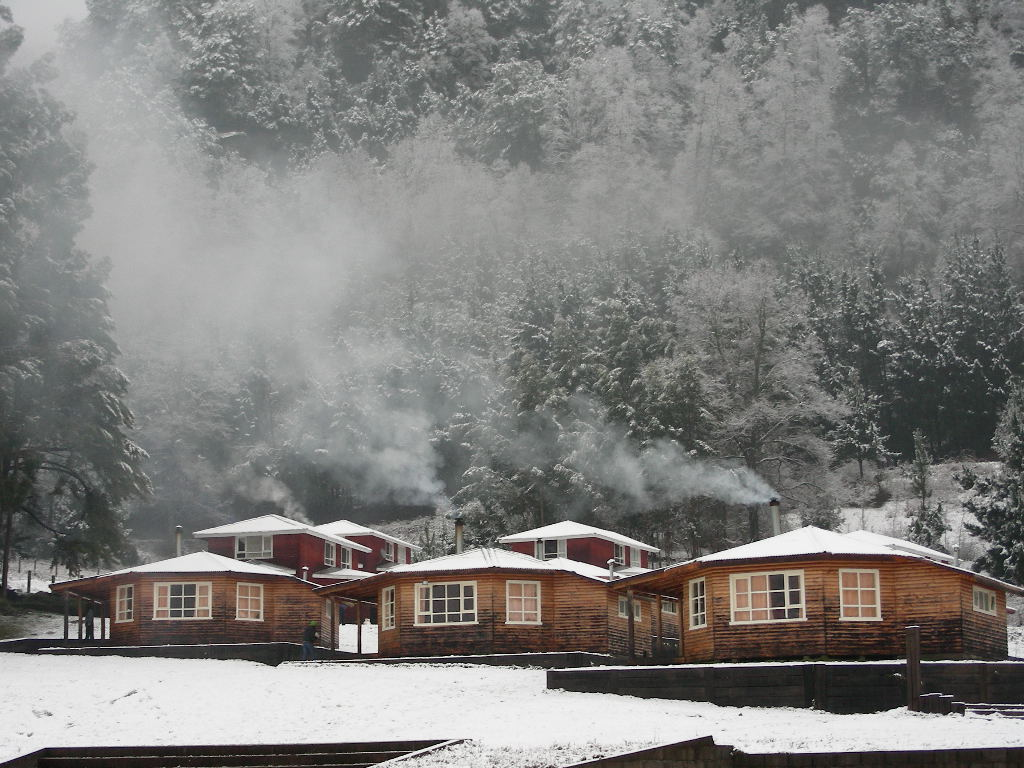
Siedlung in Curarrehue (2009)

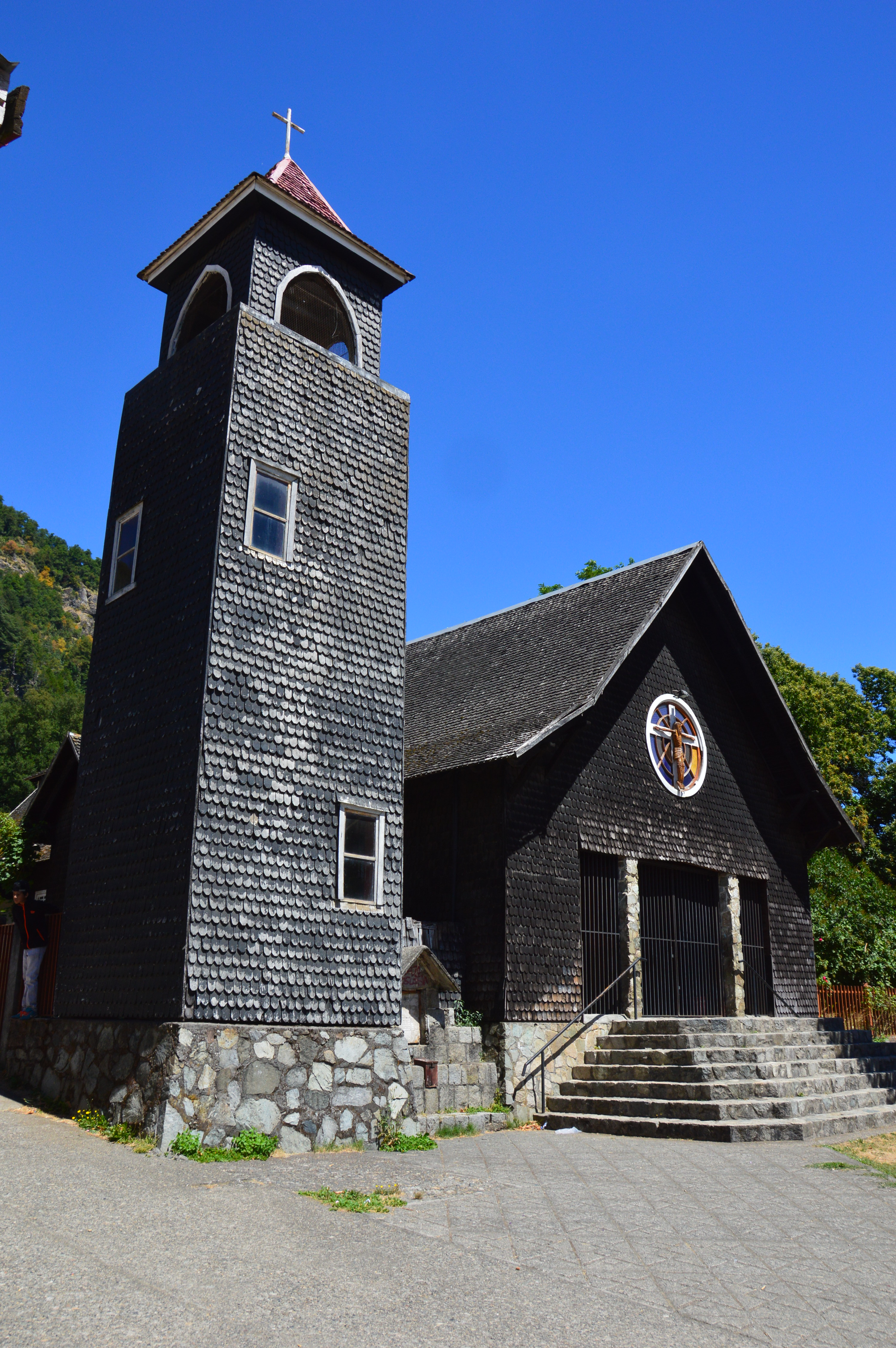
Die Kirche San Sebastián in Curarrehue (2015)